# ننه قمر
ننه قمر در لغت به معنای «زن عامی» است و در زبان فارسی در اصطلاحات مختلف به کار می‌رود. ننه‌قمر نام شخصیت عروسکی ایرانی در برنامه شکرستان نیز هست. استفاده محمود احمدی‌نژاد هم از این عبارت، بحث‌انگیز شد.

## شکرستان
ننه قمر پیرزنی است با پشت خمیده و چادر گلدار که عینکی به چشم دارد. از روی این شخصیت عروسک‌هایی نیز تولید شد که مورد استقبال مردم قرار گرفت. همچنین کشور چین اقدام به تولید عروسک‌های این شخصیت کارتونی نمود و آن‌ها را وارد بازار ایران کرد.
پس از استقبالی که از مجموعهٔ شکرستان شد عروسک‌هایی به شکل شخصیت‌های این مجموعه با حمایت سازمان تبلیغات اسلامی و به همت مرکز نشر الکترونیک و با همکاری مرکز انیمیشن حوزه هنری، توسط دو شرکت «آیس تویز» و «پالیز» ساخته و در بازار ایران به فروش رفت؛ این عروسک‌ها هم مورد استقبال قرار گرفتند و بیشترین استقبال از عروسک‌های ننه قمر و اسکندر صورت گرفت. همچنین در سال ۱۳۹۰ خبرهایی از تولید یک بازی رایانه‌ای بر اساس مجموعه شکرستان منتشر شد.